# Relaciones Corea del Sur-Guatemala
Las relaciones Guatemala-Corea del Sur son las relaciones internacionales entre Corea del Sur y Guatemala. Los dos países establecieron relaciones diplomáticas el 24 de octubre de 1962, como iniciativa del gobierno del entonces presidente de Corea del Sur Park Chung hee.

## Relaciones diplomáticas
Guatemala entabló relaciones diplomáticas con Corea del Sur el 24 de octubre de 1962, aunque había tenido conversaciones con el Imperio de Corea en 1902. Corea del Sur mantiene una embajada residente en Ciudad de Guatemala, Guatemala mantiene una embajada residente en Seúl. Los principales tratados firmados con Corea del Sur y Guatemala son: Convenio entre el Gobierno de la República de Guatemala y el Gobierno de la
República de Corea, concerniente a la extensión de préstamos del Fondo de Cooperación para el Desarrollo Económico, suscrito en la ciudad de Guatemala el 19 de marzo de 2002, el Acuerdo por Canje de Notas entre el Gobierno de la República de Corea y el Gobierno de la República de Guatemala referente al Programa de Voluntarios en el Extranjero de
Corea, firmado el 16 de noviembre de 2001, el Acuerdo Cultural entre el Gobierno de la República de Corea y el Gobierno de la República de Guatemala, 11 de mayo de 1978 y el Acuerdo Comercial entre el Gobierno de la República de Guatemala y el Gobierno de la República de Corea, 26 de marzo de 1977.
El Gobierno de Corea ha apoyado a Guatemala en el desarrollo de proyectos prioritarios para Guatemala, especialmente en los ministerios de trabajo y previsión social, agricultura, salud, energía y minas, educación, ciencia y cultura, transporte y fortalecimiento institucional.
Guatemala y Corea  aún no se han alcanzado consenso en temas de acceso a mercados y reglas de origen. Ambos países continuarán haciendo esfuerzos para finalizar sus negociaciones, buscando que las mismas respondan a los intereses de ambos países.
El 27 de agosto de 2015, el vicecanciller coreano visitó Guatemala como símbolo de amistad por parte del gobierno de Park Geun-hye con Centroamérica.
En 2016, Corea del Sur figuró como socio comercial de Guatemala a nivel mundial para sus exportaciones en la posición número 15 y para sus importaciones en la posición número 9. El 31 de diciembre de 2016, Guatemala había importado bienes de Corea del Sur por US$321.26 millones y exportado productos por US$123.29 millones, lo que denota una balanza comercial deficitaria para los guatemaltecos. Guatemala exportó a Corea del Sur por orden de importancia plomo 54%, café 18%, zinc 10%, banano 7%, baterías eléctricas 4%, bebidas líquidos alcohólicos y vinagres 4%, aluminio 1%, manufacturas de papel y cartón 1%. El resto de productos 1%.
Luego de las Elecciones presidenciales de Corea del Sur de 2017, el presidente Jimmy Morales felicitó al presidente electo Moon Jae-in por su triunfo arrasador en las elecciones democráticas, reafirmando su voluntad de seguir fortaleciendo los vínculos de amistad y cooperación existentes desde hace cincuenta y cinco años con la República de Corea, en beneficio de ambos pueblos y gobiernos.

## Visitas de Estado

### Guatemala
- Vicecanciller Cho Taeyong (2015)[6]